# Discoglossus pictus
O sapo-pintado-do-mediterrâneo ou sapo-pintado-mediterrânico (Discoglossus pictus) é uma espécie de anuro que é classificado na família dos Discoglossidae que habita as regiões do Mediterrâneo. Existem duas subespécies diferentes, são elas: Discoglossus pictus pictus que pode ser encontrado em altitudes de até 1 500 metros (m) e é nativo da Ilha de Sicília, Malta e Gozo. O Discoglossus pictus auritus habita o norte da Argélia e da Tunísia. O Discoglossus pictus auritus foi introduzido no nordeste da Espanha mais precisamente na província de Geroma onde esta a se expandir e na França meridional. Pode ser encontrado em altitudes que vão deste o nível do mar (zero) até 1 500 metros (m) de altitude (Ilha de Sícilia).

## Descrição
Como o nome comum indica, esses sapos podem ter manchas coloridas sobre a pele. Há três variações padrão para esta espécie: animais quase uniformemente coloridas e animais com grandes manchas escuras com bordas brilhantes e animais com duas faixas longitudinais castanho-escuro, uma faixa brilhante ao longo das costas e duas faixas brilhantes nas laterais. O ventre é esbranquiçado.
O corpo é robusto com uma cabeça chata que é mais largo do que longo. As glândulas dorsais são organizados em padrões longitudinais ao longo das costas, ou podem estar ausentes. O aluno tem o formato de uma gota de cabeça para baixo (Noellert e Noellert 1992).